# Corynoptera warnckei
Corynoptera warnckei är en tvåvingeart som beskrevs av Hans-Georg Rudzinski 2006. Corynoptera warnckei ingår i släktet Corynoptera och familjen sorgmyggor.
Artens utbredningsområde är Tyskland. Arten är reproducerande i Sverige. Inga underarter finns listade i Catalogue of Life.